# Лисковате (гмина Устшики-Дольне)
Лисковате (пол. Liskowate, укр. Лісковате) — деревня в Польше, входит в Подкарпатское воеводство, Бещадский повет, гмина Устшики-Дольне.
В 1939—1951 годах деревня входила в состав Нижне-Устрицкого района, Дрогобычской области, УССР.
В 1975—1998 годах административно принадлежала к кросненскому воеводству.
В 1977—1981 носила название Лисовек (пол. Lisówek).
Через деревню протекает ручей Каращина, который впадает в Стрвяж.
Возле деревни возвышается гора Воланьска Кичера (632 м.), поросшая лесом. На востоке в лесу Каращина расположена также возвышенность Кжемень (615 м.)

## История
Деревня основана на основе воложского права в 1544 году как королевская деревня пшемысльского староства. В 1565 году тут жило 28 крестьян, 3 бортника и поп (в деревне была церковь).
Дворяне, происходящие из деревни, носили фамилию Лисковаци и были одними из немногих в районе представителей сельской шляхты.
В первой половине XVII века обрабатывались 13½ ланов земли. После шведского потопа только 2 лана, а ещё 5½ использовались под пастбища. В 1772 году деревня перешла во владение австрийской казны.
В 1921 году в деревне было 255 домов и 1541 житель (1436 греко-католиков, 38 римо-католиков и 67 иудеев).
После 1945 года принадлежала СССР, и находилась у самой границы с Польшей. В деревне находился пограничный переход, использовавшийся для переселения украинского населения из Польши на Украину и польского с Украины в Польшу. В 1951 году передана Польше, а население насильно переселено в Звановку Бахмутского района Донецкой области, в связи с чем деревня целиком обезлюднела. В деревню были заселены греческие коммунисты, вынужденные эмигрировать с родины после поражения в гражданской войне. В дальнейшем греки вернулись на родину или переселились в находящийся неподалёку Кросценко, а деревню заселили польские переселенцы.

## Церковь Рождества Пресвятой Богородицы
В деревне сохранилась старая приходская греко-католическая церковь Рождества Пресвятой Богородицы. По сохранившимся данным, построена в 1832 году. Первоначально имела сверху часовню или колокольню над бабинцем. Значительно перестроена в 1929 году.
После второй мировой войны церковь использовалась греческими эмигрантами, а затем, до 70-х годов XX века, использовалась как совхозный склад синтетических удобрений. В 1973 году передана католикам. В настоящее время не используется.
Возле церкви сохранилось кладбище, на котором находятся, в числе других, погребения священников церкви Анатола Кордасевича и Антона Федоряка, последнее из которых недавно отремонтировано. Также на кладбище находится захоронение немецких солдат, погибших в августе 1944 года, которое опекается немецкими ветеранскими комитетами.
Входит в список пути деревянной архитектуры.
Возле церкви также сохранилась колокольня. Неподалёку построен католический костёл, который используется местным населением.